# Panic Room
Panic Room (tạm dịch là: Căn phòng khủng khiếp hoặc Căn phòng hoảng loạn) là một bộ phim ly kỳ giật gân Mỹ sản xuất vào năm 2002. Các diễn viên chính là Jodie Foster và Kristen Stewart trong vai hai mẹ con mới chuyển về căn nhà mới, nơi mà có ba tên trộm đang ẩn náu và đe dọa tính mạng của họ. Bộ phim được phân phối bởi Columbia Pictures.

## Nội dung
Người mẹ Meg Altman mới ly dị và đứa con gái 11 tuổi của cô, Sarah, dọn đến ở trong căn nhà bốn tầng ở thành phố New York. Người chủ trước của căn nhà có xây dựng một "căn phòng hoảng loạn", một loại phòng an toàn để bảo vệ chủ nhà khỏi những kẻ xâm nhập. Căn phòng được bao bọc bởi bê tông và thép, có đường dây điện thoại riêng biệt và hệ thống an ninh cho thấy nhiều camera quan sát. Một đêm nọ, có ba tên trộm là Burnham, Junior và Raoul đột nhập vào nhà để trộm 3 triệu USD của người chủ trước đang được giấu trong căn phòng hoảng loạn.
Meg thức dậy xem camera phát hiện có ba tên trộm trong nhà, cô gọi Sarah dậy rồi đưa cô bé vào căn phòng hoảng loạn. Để bắt buộc hai mẹ con ra ngoài, Burnham xịt khí gas vào lỗ thông gió của căn phòng. Raoul sau đó xả thêm nhiều khí gas hơn. Meg liều lĩnh châm lửa đốt khí gas, gây ra một vụ nổ nhỏ khiến Junior bị phỏng, trong khi hai mẹ con cô vẫn an toàn do có dùng chăn chống cháy. Hai mẹ con cố gắng kêu gọi giúp đỡ trong vô vọng, bao gồm việc phát tín hiệu cho nhà hàng xóm bằng đèn pin qua ống thông khí. Meg dùng đường dây điện thoại chính để gọi cho chồng cũ, Stephen, nhưng bọn trộm phá hủy đường dây khiến cuộc gọi bị ngắt.
Không có cách để vào trong căn phòng, Junior muốn bỏ cuộc và chuẩn bị rời đi, nhưng Raoul bắn chết hắn và bắt Burnham phải hoàn tất vụ trộm. Stephen đến nhà thì bị bắt làm con tin, bị đánh đập bởi Raoul. Căn bệnh tiểu đường của Sarah khiến cô bé sắp lên cơn động kinh, nhưng hộp thuốc của cô bé đang ở trong phòng ngủ, buộc Meg phải ra ngoài lấy. Sau một hồi vật lộn, Burnham và Raoul vào trong căn phòng thấy Sarah gần như bất tỉnh, còn Meg bị nhốt bên ngoài. Cánh cửa thép đóng lại khiến bàn tay của Raoul bị thương. Meg bây giờ có được khẩu súng, cầu xin hai tên trộm tiêm thuốc cho Sarah. Burnham vốn không muốn làm hại người vô tội nên đồng ý tiêm thuốc cho Sarah, gã tâm sự rằng gã tham gia vụ trộm này chỉ để lo cho con của gã. Burnham cho Meg biết rằng Sarah đã ổn.
Hai viên cảnh sát đến kiểm tra căn nhà do trước đó Stephen có gọi 911. Để bảo vệ Sarah, Meg đã thuyết phục hai người cảnh sát rời đi. Burnham tìm được 22 triệu USD trong căn phòng hoảng loạn, nhiều hơn lời kể của Junior. Hai tên trộm chuẩn bị tẩu thoát trong khi giữ Sarah làm con tin, nhưng bị Meg và Stephen phục kích. Raoul vật lộn với Meg, còn Burnham lo chạy thoát thân. Tuy nhiên khi nghe tiếng hét của Meg, Burnham liền quay lại bắn chết Raoul để cứu mạng cô. Lực lượng cảnh sát ập đến bắt giữ Burnham, người chấp nhận đầu hàng và thả số tiền bay theo gió. Sau này Meg và Sarah đọc báo để tìm một căn nhà mới.

## Diễn viên
- Jodie Foster vai Meg Altman
- Kristen Stewart vai Sarah Altman
- Forest Whitaker vai Burnham
- Jared Leto vai Junior
- Dwight Yoakam vai Raoul
- Patrick Bauchau vai Stephen Altman
- Paul Schulze vai Sĩ quan Keeney
- Mel Rodriguez vai Sĩ quan Morales
- Nicole Kidman vai Bạn gái của Stephen (giọng nói trong điện thoại)